# Haserich

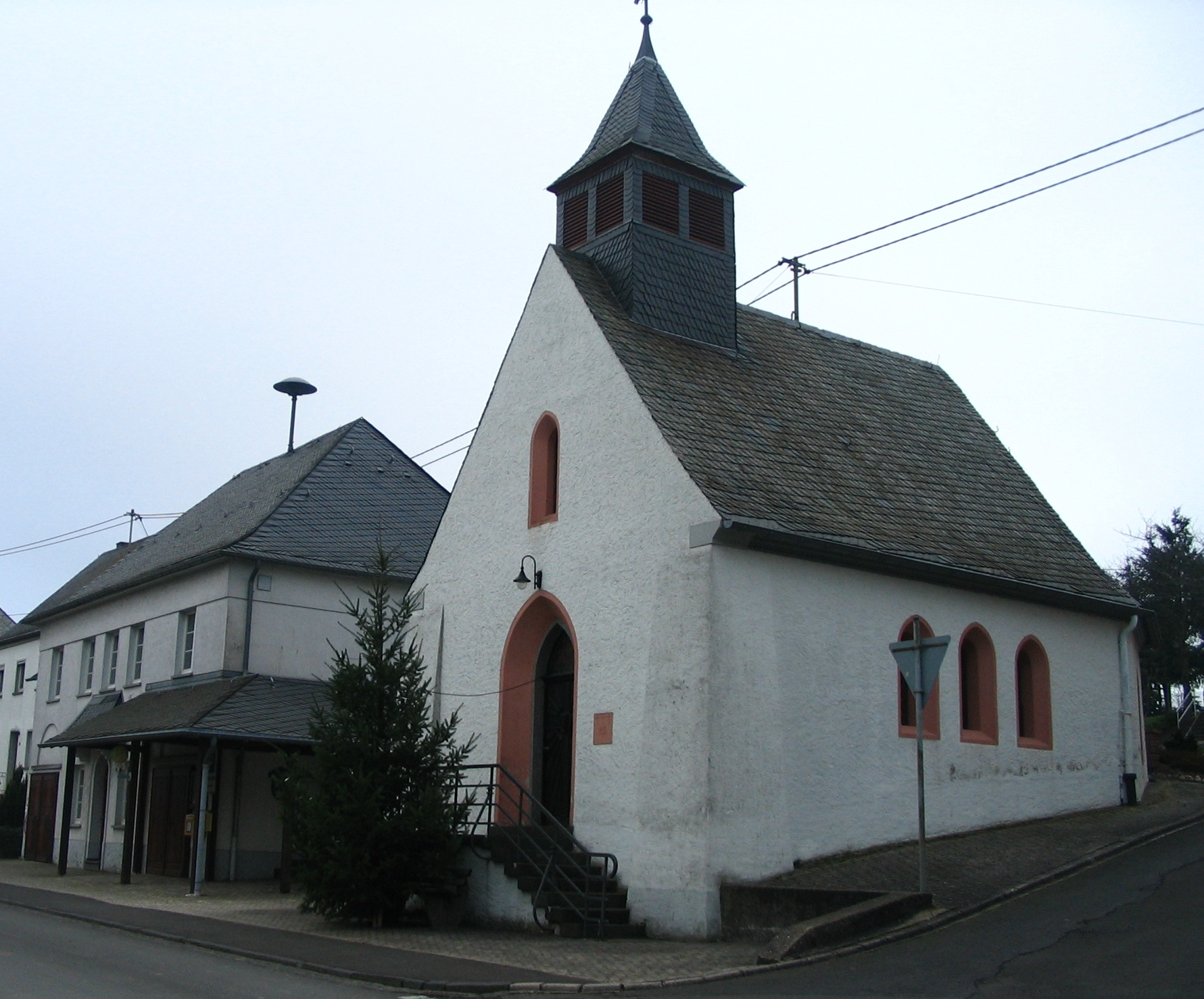
Bürgerhaus und Kapelle in der Dorfmitte von Haserich

Haserich ist eine Ortsgemeinde im Landkreis Cochem-Zell in Rheinland-Pfalz. Sie gehört der Verbandsgemeinde Zell (Mosel) an.

## Geographie
Haserich liegt (etwa 440 m hoch) im Hunsrück in einer der Quellmulden des Flaumbaches in der Nähe der Bundesstraße 421 und etwa 1,5 km östlich des größeren Ortes Blankenrath. Das Tal der Mosel wird in etwa 13 km bei Zell oder über die Landesstraße 202 nach Treis-Karden in etwa 25 km erreicht.

## Geschichte
Die Gegend um Haserich ist altes Siedelland. Bei Haserich verzweigt sich der Keltenweg Nahe–Mosel in einen Zweig nach Senheim und einen nach Treis. Hügelgräber zeugen von der frühen Besiedlung.
Eine erste urkundliche Erwähnung erfährt der Ort im Jahr 1504. Haserich wurde am 20. Januar 1690 während des Pfälzischen Erbfolgekrieges von französischen Truppen geplündert und teilweise eingeäschert. Die Grafen von Sponheim besaßen bis zum Jahr 1788 in der „Hasericher Pflege“ die Gerichtshoheit. Haserich war damals zentraler Gerichtsort. Ab 1794 stand Haserich unter französischer Herrschaft. 1815 wurde der Ort auf dem Wiener Kongress dem Königreich Preußen zugeordnet. Seit 1946 ist er Teil des damals neu gebildeten Landes Rheinland-Pfalz. Durch das 8. Verwaltungsvereinfachungsgesetz vom 18. Juli 1970 mit Wirkung vom 7. November 1970 kam die Gemeinde von der Verbandsgemeinde Blankenrath zur Verbandsgemeinde Zell (Mosel).
Statistik zur Einwohnerentwicklung
Die Entwicklung der Einwohnerzahl von Haserich, die Werte von 1871 bis 1987 beruhen auf Volkszählungen:
| Jahr | Einwohner |
| 1815 | 191       |
| 1835 | 234       |
| 1871 | 233       |
| 1905 | 226       |
| 1939 | 264       |

| Jahr | Einwohner |
| 1950 | 248       |
| 1961 | 245       |
| 1970 | 223       |
| 1987 | 165       |
| 2005 | 233       |

## Politik

### Gemeinderat
Der Gemeinderat in Haserich besteht aus sechs Ratsmitgliedern, die bei der Kommunalwahl am 9. Juni 2024 in einer Mehrheitswahl gewählt wurden, und dem ehrenamtlichen Ortsbürgermeister als Vorsitzendem.

### Bürgermeister
Rudolf Wolfs wurde am 2. Juli 2019 Ortsbürgermeister von Haserich. Bei der Direktwahl am 26. Mai 2019 war er mit einem Stimmenanteil von 74,11 % gewählt worden. Bei der Direktwahl am 9. Juni 2024 wurde er als einziger Bewerber mit 72,4 % für weitere fünf Jahre wiedergewählt.
Wolfs Vorgänger als Ortsbürgermeister war bis 2019 Berthold Brand.